# Рескупорід V
Тиберій Юлій Рескупорід V Філоцезар Філоромей Евсеб (*Τιβέριος Ἰούλιος Ῥησκούπορις Ε' Φιλόκαισαρ Φιλορώμαίος Eυσεbής, д/н —276) — цар Боспору в 240/242—276 роках.

## Життєпис
Походив з династії Тиберіїв Юліїв (Савроматів). Стосовно походження серед дослідників існують значні розходження. Частина вважає його сином Інінтімея, інші небожем останнього — сином одного з його старших братів Савромата III або Рескупоріда IV. Крім того, низка вчених асоціюють Рескупоріда V з останнім, тим самим вважаючи братом Інінтімея й сином Котіса III. З огляду на це цей цар Рескупорід носить порядковий номер V (як окремого царя), IV (як сина Котіса III) або III (як сина Котіса III без врахування Аспурга).
Владу перебрав після смерті Інінтімея, що трапилося між 240 та 242 роками. Продовжив війни з аланами, яких зумів не допустити до гірських районів і Керченського півострова. Втім близько 244 року за наказом римського імператора Філіппа I було здійснено виведення римських військ з Таврики для посилення дунайських легіонів. Боспорська держава фактично залишилося сам на сам з новими ворогами.
Наприкінці 240-х років володіння Рескупоріда V було атаковано різними варварськими об'єднаннями — готами, герулами й боранами.
У 251 році аланські племена захопили й сплюндрували Танаїс, що значно погіршила оборону півночі Боспору й водночас ускладнило фінансовий стан держави.
Невдачі з боку військ Рескупоріда V викликало внутрішній розгардіяш, викликаний невдаволенням знаті нездарною політикою царя. Задля зміцнення свого становища він у 252 або 253 році зробив старшого сина Фарсанза своїм співволодарем.
Зрештою вимушений був укласти мирний договір з готами, герулами і боранами, яким фактично переходив під зверхність останніх. У 256 році було укладено мир з варварами, за якими останні змогли використовувати боспорський флот на напади на балканські та малоазійські області Римської імперії. Історик Зосим повідомляє, що варвари, узявши у боспорян кораблі, попрямували до Пітіунту і, пограбувавши його, повернулися назад. В подальшому на боспорських кораблях варвари здійнили походи у 257, 258, 262—264, 266—270, 275 роках.
У 258 році Рескупорід зробив свого другого сина Сингеса новим співволодарем. Останній фактично відсторонив батька від влади. Але незабаром, 261 року, Рескупорід V повернувся до часткового керування задля стримування германців. Можливо вплинув на невдачі останніх під час походу у 267 році. Втім після поразки 267 року від герулів (зокрема знищено важливі міста Ілурат і Німфей) на чолі із зятем (або сином) Хедосбієм, Рескупорід V знову вимушений був відійти від фактичної влади.
У 272 році вчетверте поновлює свій статус й править з синами Сингесом і Тейраном I (й можливо Савроматом IV) до самої смерті у 276 році. В цей час готи зазнали відчутної поразки від військ римського імператора Авреліана. Проте залишення римлянами провінції Дакія зрештою погіршило становище Боспору. Втім, останні роки Рескупорід V був лише номінальним царем.

## Герб
Знак є своєрідною формою, що складається з трьох основ: нижня частина зображена у вигляді двоволютного символу; середня частина позначена у вигляді трикутника, але особливістю є те, що трикутник спрямовано донизу. Верхня частина знака є в одному випадку вертикальною лінією, яка з'єднана з коротким горизонтальним завершенням. Зображення тамг Рискупорида V майже завжди супроводжувалися піктографічними малюнками тварин у профіль. Контуром були позначені роги, голова, тулуб, ноги та хвіст.